# 永康路
永康路是中華人民共和國上海市徐匯區一條東西走向的瀝青混凝土道路，道路西起太原路，中與襄陽南路相交，東至嘉善路。道路全長529米，寬12.2至12.5米，其中車行道寬7.5米。道路兩側有懸鈴木。永康路沿途都是建於1920-30年代的西班牙式花園住宅，雷米坊就是其中之一。道路建於1884年，最初名為雷米路，路名來自法國商人雷米。該道路是上海法租界越界築路。1943年更名永康路，路名來自於浙江永康。2006年，南昌路菜市場拆除後，大量攤販來到永康路，永康路成為一個露天菜市場。上海世博會召開前，市政當局對永康路進行整頓，大量露天攤販被清理。